# Cédric Avinel
Cédric Mickael Avinel, född 11 september 1986, är en fransk fotbollsspelare som spelar för Ajaccio. Han har även representerat Guadeloupes landslag.

## Karriär
Avinel började sin seniorkarriär i Créteil, där han debuterade i Ligue 2 under säsongen 2006/2007. I januari 2007 skrev han på ett 1,5-årskontrakt med engelska Watford. Avinel gjorde sin Premier League-debut den 5 maj 2007 i en 2–0-vinst över Reading. I oktober 2007 lånades han ut till Stafford Rangers, men återvände sedan i slutet av månaden till Watford.
I januari 2009 gick Avinel till Gueugnon i franska tredjedivisionen. I maj 2010 värvades han av ligakonkurrenten Cannes. I maj 2011 värvades Avinel av Clermont, där han skrev på ett treårskontrakt. I maj 2017 skrev han på ett tvåårskontrakt med Ajaccio.